# West Challow
West Challow är en ort och civil parish i Storbritannien.   Den ligger i grevskapet Oxfordshire och riksdelen England, i den södra delen av landet, 90 km väster om huvudstaden London. West Challow ligger 86 meter över havet och antalet invånare är 184.
Terrängen runt West Challow är lite kuperad. Runt West Challow är det ganska tätbefolkat, med 207 invånare per kvadratkilometer. Närmaste större samhälle är Abingdon, 15,7 km nordost om West Challow. Trakten runt West Challow består till största delen av jordbruksmark.